# Medaglia per il lavoro
La medaglia per il lavoro è un premio statale del Kazakistan.

## Storia
La medaglia è stata istituita il 12 dicembre 1995.

## Assegnazione
La medaglia viene assegnata ai cittadini per i risultati nel lavoro sotto il profilo economico, sociale, della scienza, della cultura e del servizio pubblico.

## Insegne
- Il  nastro è azzurro con una striscia centrale blu.